# Jumbo-LKW

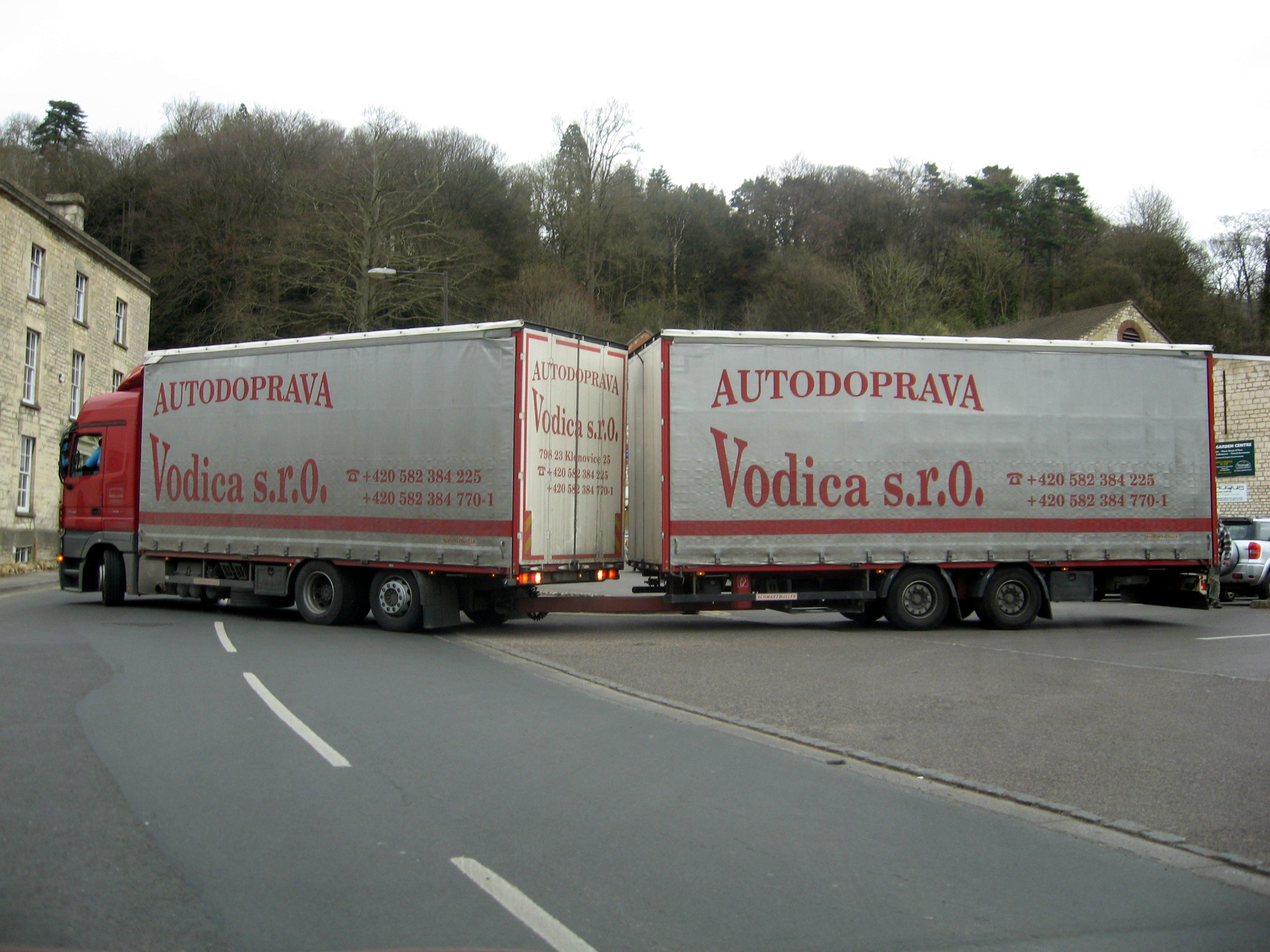
Europäischer Jumbo-Lastzug

Als Jumbo-Lkw bezeichnet man in Europa Lastkraftwagen mit einem besonders großen Ladevolumen, meistens 100 m³ oder mehr. Eingesetzt werden Jumbo-Lkw vorwiegend zum Transport voluminöser Güter, wie etwa Dämm- oder Verpackungsmaterial, weshalb sie auch „Volumenzug“ genannt werden, wenn sie aus Motorwagen und Anhänger bestehen. Auch in Zulieferverkehren für die Automobilindustrie finden Jumbo-Lkw häufig Verwendung, da hier oft eine Durchladehöhe von mindestens 3 m gefordert ist. Die Durchladehöhe kann mit einem Hubdach zur Be- und Entladung, meist beidseitig, auf 3,20 m bis 3,30 m vergrößert werden.
Da die zulässige Gesamthöhe eines Fahrzeuges etwa gemäß StVZO oder auch der EU-Richtlinie 96/53/EG auf 4 m begrenzt ist, ergibt sich das im Vergleich zu einem normalen Lkw höhere Ladevolumen des Jumbo-Lkw durch eine tiefer liegende Ladefläche. Da somit die höchstzulässigen Außenmaße der zuvor genannten EU-Richtlinie nicht überschritten werden, können Jumbo-LKW auch im grenzüberschreitenden Verkehr in der gesamten EU eingesetzt werden, teils auch darüber hinaus, da einige Nicht-EU-Länder ihre nationalen Vorschriften an die EU-Maße angepasst haben, etwa Norwegen. Erreicht wird dies durch bauliche Besonderheiten, teilweise auch durch kleinere Bereifung. Durch die niedrige Ladefläche kann eine Be- und Entladung solcher Lkw an Laderampen problematisch sein, wenn diese nicht in der Höhe variierbar sind.
Die größtmöglichen Ladevolumen von bis zu 125 m³ erreichen Jumbo-Lastzüge mit Festaufbau. Bei den Sattelzügen werden Fahrzeugkombinationen mit einem sog. Megatrailer auch als Jumbo betitelt. Da ein Sattelzug jedoch aufgrund gesetzlicher Bestimmungen kürzer ist als ein Lastzug, kommen diese nur auf ein Ladevolumen von etwa 100 m³. Häufig werden diese Megatrailer in Zulieferverkehren für die Automobilindustrie eingesetzt, da aufgrund der Durchladehöhe von 3 m eine optimale Ausnutzung des Raumes durch genormte und gut stapelbare Ladungsträger ermöglicht wird. Im Vergleich zum Lastzug ermöglicht der Sattelzug eine schnelle Be- und Entladung ohne aufwändiges, mehrfaches Rangieren, was bei Just-in-time-Lieferungen der Automobilindustrie oft ein wichtiges Kriterium ist.